# Megumi Field
Megumi Field (* 15. Oktober 2005 in Wilmington, Delaware) ist eine US-amerikanische Synchronschwimmerin.

## Erfolge
Megumi Field begann im Alter von fünf Jahren mit dem Synchronschwimmen und gab 2021 ihr internationales Debüt bei den Erwachsenen. In Fukuoka wurde sie 2023 bei den Weltmeisterschaften im technischen Programm des Mannschaftswettbewerbs Dritte. Mit der Mannschaft gewann Field bei den Panamerikanischen Spielen 2023 in Santiago de Chile hingegen die Silbermedaille hinter Mexiko. Darüber hinaus startete sie mit Ruby Remati auch in der Duettkonkurrenz und belegte mit ihr den zweiten Platz. Ein Jahr darauf belegte sie bei den Weltmeisterschaften in Doha im freien Programm der Mannschaftskonkurrenz den dritten Platz.
Bei den Olympischen Spielen 2024 in Paris gehörte Field zum US-amerikanischen Aufgebot im Mannschaftswettbewerb. Während die US-Amerikanerinnen im technischen Teil mit 282,7567 Punkten das viertbeste Resultat erzielten, gelang ihnen in der Kür und der Akrobatik mit 360,2688 Punkten bzw. 271,3166 Punkten jeweils das zweitbeste Ergebnis. Damit beendeten sie den Wettkampf mit 914,3421 Punkten auf Rang zwei, hinter der dominierenden chinesischen Mannschaft mit 996,1389 Punkten, und vor Spanien mit 900,7319 Punkten. Neben Field erhielten außerdem Anita Alvarez, Jaime Czarkowski, Keana Hunter, Audrey Kwon, Jacklyn Luu, Daniella Ramirez und Ruby Remati die Silbermedaille. Mit Jaime Czarkowski startete Field außerdem auch im Duett und schloss mit ihr den Wettbewerb mit 484,7488 Punkten auf dem zehnten Platz ab.
Field begann 2025 ein Studium an der Stanford University und ist für Stanford Cardinal auch im College-Sport aktiv.